# Українська чубата

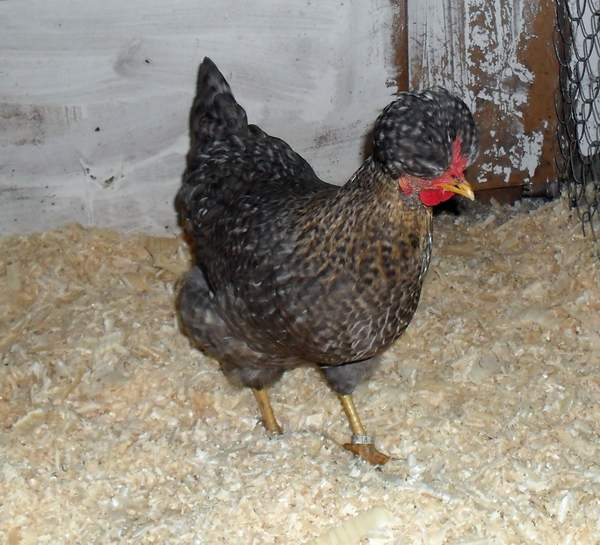
Українська чубата

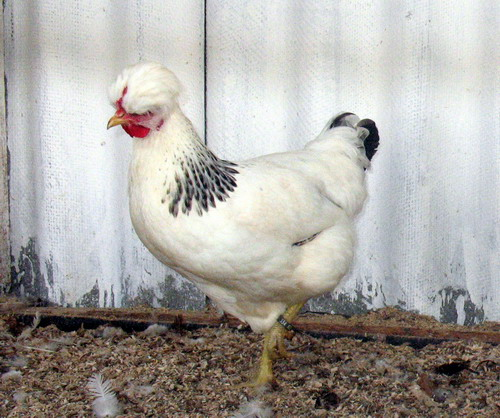
Українська чубата

Українська чубата — м'ясо-яєчна порода курей, історично місцево сформована порода з України. Походження не встановлене. Назву порода отримала від розвитку зовнішньої екстер'єрної ознаки — чуба на голові, звідси і назва «чубата».

## Зовнішність
Гребінь листоподібний, причому у птахів через розвинений «чуб» він спадає набік і це не є вадою, які мають місце у порід з листоподібною формою гребеня. У курей чуб більш розвинений і має округлу форму; у птахів він у формі спадаючого чуба. Дзьоб міцний, злегка зігнутий; груди широкі, опукла широка спина, пряма; тулуб довгий: хвіст добре розвинений. Забарвлення оперення світло колумбійське, чорне.

## Продуктивність
Жива маса курей 2,2 кг, півнів 3,0 кг. Несучість у перший рік продуктивності 160 яєць. Маса яйця 56 г, забарвлення шкаралупи: кремове. Кури починають нестися в шестимісячному віці. Збереження дорослих курей 88 %, молодняку 90 %.